# Rapsódia sobre um Tema de Paganini
A Rapsódia Sobre um Tema de Paganini (em russo: Рапсодия на тему Паганини) em lá menor, opus 43, é um trabalho concertante, com duração média de 20 a 25 minutos, escrito pelo compositor russo Sergei Rachmaninoff. Considerada de dificílima execução, A obra foi escrita para piano e orquestra, lembrando um concerto para piano, em Villa Senar, Suíça, de acordo com anotação na partitura, de 3 de Julho a 18 de Agosto de 1934. O próprio Rachmaninoff, notavelmente um intérprete dos próprios trabalhos, tocou piano na estréia da peça na Lyric Opera House em Baltimore, Maryland, EUA, em 7 de Novembro de 1934 com a Orquestra da Filadélfia regida pelo maestro Leopold Stokowski.
A Variação XVIII foi incluída na banda sonora do filme Somewhere in Time, de 1980, obtendo grande repercussão e apresentando Rachmaninoff ao grande público.

## Instrumentação
A orquestra descrita para a peça compõe-se dos seguintes instrumentos:
| Família   | Instrumentos                                                                    |
| --------- | ------------------------------------------------------------------------------- |
| Madeiras  | - piccolo - 2 flautas - 2 oboés - 2 clarinetes em si bemol - 2 fagotes          |
| Metais    | - 4 trompas em fá - 2 trompetes em si bemol - 3 trombones - tuba                |
| Percussão | - tímpanos - triângulo - bumbo - pratos - caixa - glockenspiel                  |
| Cordas    | - 2 harpas - violinos (I) - violinos (II) - violas - violoncelos - contrabaixos |

## Estrutura
A peça é um conjunto de 24 variações sobre o vigésimo quarto capricho para violino solo de Niccolò Paganini, que também serviu de inspiração para outros compositores.
- Introdução: Allegro vivace (Lá menor)
- Variação 1 (Precedente)
- Tema: L'istesso tempo (Lá menor)
- Variação 2: L'istesso tempo (Lá menor)
- Variação 3: L'istesso tempo (Lá menor)
- Variação 4: Più vivo (Lá menor)
- Variação 5: Tempo precedente (Lá menor)
- Variação 6: L'istesso tempo (Lá menor)
- Variação 7: Meno mosso, a tempo moderato (Lá menor)
- Variação 8: Tempo I (Lá menor)
- Variação 9: L'istesso tempo (Lá menor)
- Variação 10: L'istesso tempo (Lá menor)
- Variação 11: Moderato (Lá menor)
- Variação 12: Tempo di minuetto (Ré menor)
- Variação 13: Allegro (Ré menor)
- Variação 14: L'istesso tempo (Fá maior)
- Variação 15: Più vivo scherzando (Fá maior)
- Variação 16: Allegretto (Si bemol menor)
- Variação 17: Allegretto (Si bemol menor)
- Variação 18: Andante cantabile (Ré bemol maior)
- Variação 19: A tempo vivace (Lá menor)
- Variação 20: Un poco più vivo (Lá menor)
- Variação 21: Un poco più vivo (Lá menor)
- Variação 22: Marziale. Un poco più vivo (Alla breve, Lá menor)
- Variação 23: L'istesso tempo (Lá menor)
- Variação 24: A tempo un poco meno mosso (Lá menor)

Apesar da obra ter sido escrita sem pausa entre movimentos, ela pode ser dividida entre 3 sessões, correspondendo aos três movimentos de um concerto:
- Até a variação 10 corresponde ao primeiro movimento
- Variações 11 a 18 equivalem ao segundo movimento, um movimento mais lento
- As demais variações caracterizam o finale, o terceiro movimento

## Composição
Após uma breve introdução, a primeira variação é executada.  Em seguida, o tema de Paganini é iniciado com as cordas e o piano executando uma seleção das notas salientes da melodia. As variações 2 a 6 recombinam elementos do tema. As pausas e floreios para o piano na variação 7 apresentam uma mudança de tempo e tonalidade. Em seguida o piano entoa o canto gregoriano Dies Irae, enquanto a orquestra o acompanha com o tema de Paganini. A peça é uma das várias em que Rachmaninoff citou a melodia de Dies Irae.

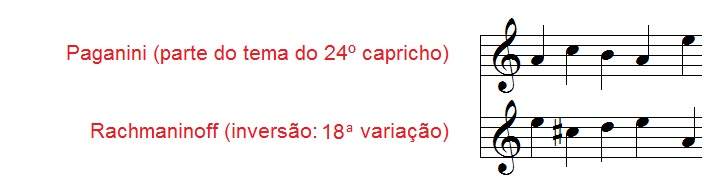
Inversão da melodia

A 18.ª variação é a mais conhecida, baseada em uma inversão da melodia do tema de Paganini. Em outras palavras, o tema de Paganini em lá menor é executado "ao contrário", em ré maior. O próprio Rachmaninoff reconheceu o apelo dessa variação dizendo "esta é para o meu agente".

A 24.ª e última variação apresenta considerável dificuldade técnica para o pianista. Pouco antes da estréia mundial da Rapsódia, Rachmaninoff confessou sofrer tremores sobre a sua habilidade de executá-la. Sob sugestão de seu amigo Benno Moiseiwitsch, Rachmaninoff quebrou sua regra particular de não ingerir ácool e bebeu um copo de crème de menthe para acalmar seus nervos. Sua performance foi um sucesso e antes de todas as apresentações da Rapsódia ele bebeu crème de menthe, o que o levou a chamá-la de "Variações do Crème de Menthe".